# Петриківський розпис (фабрика)

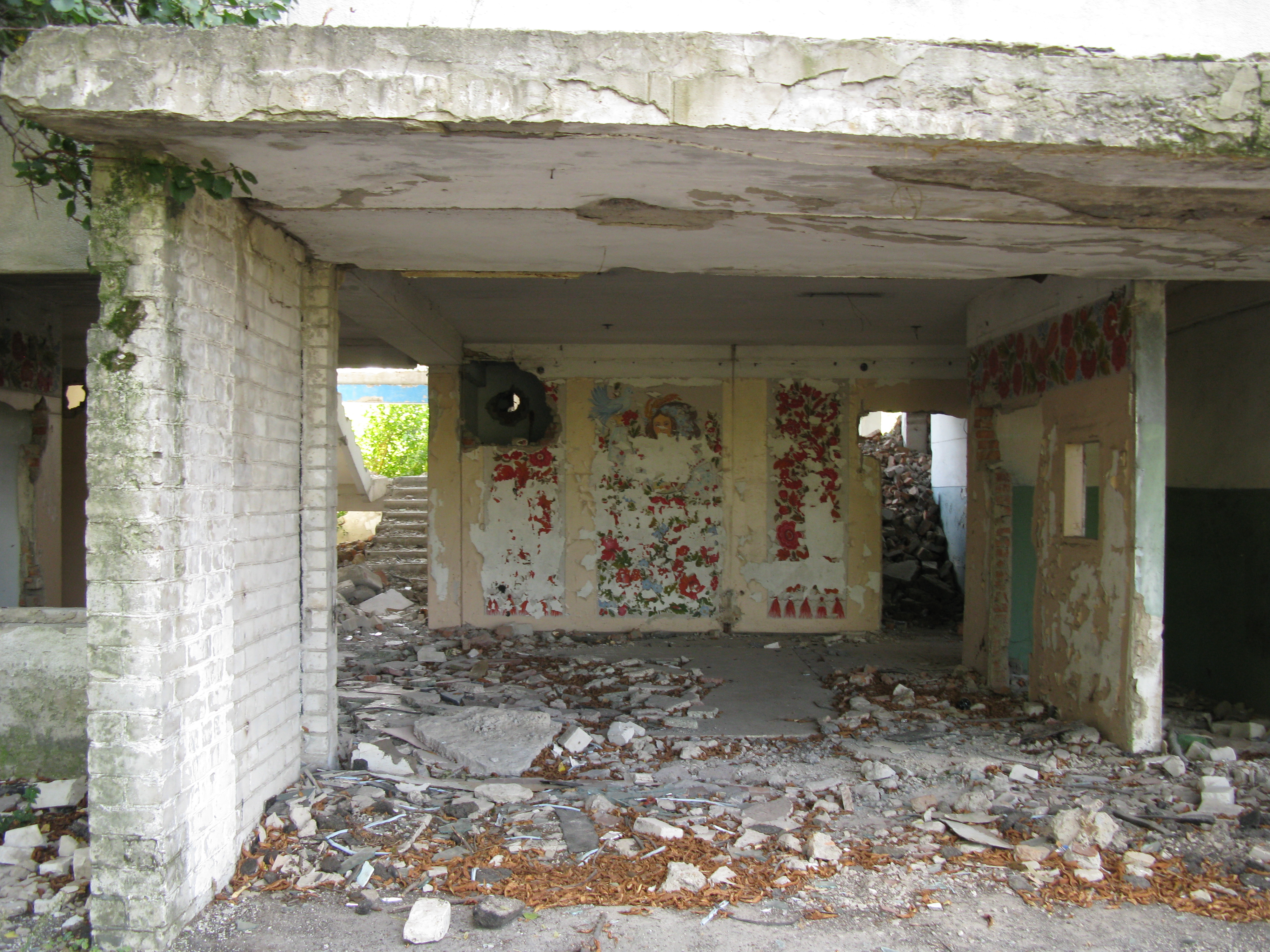
Руїни фабрики біля колишнього центрального входу, на стінах залишки розписів, вересень 2016 року

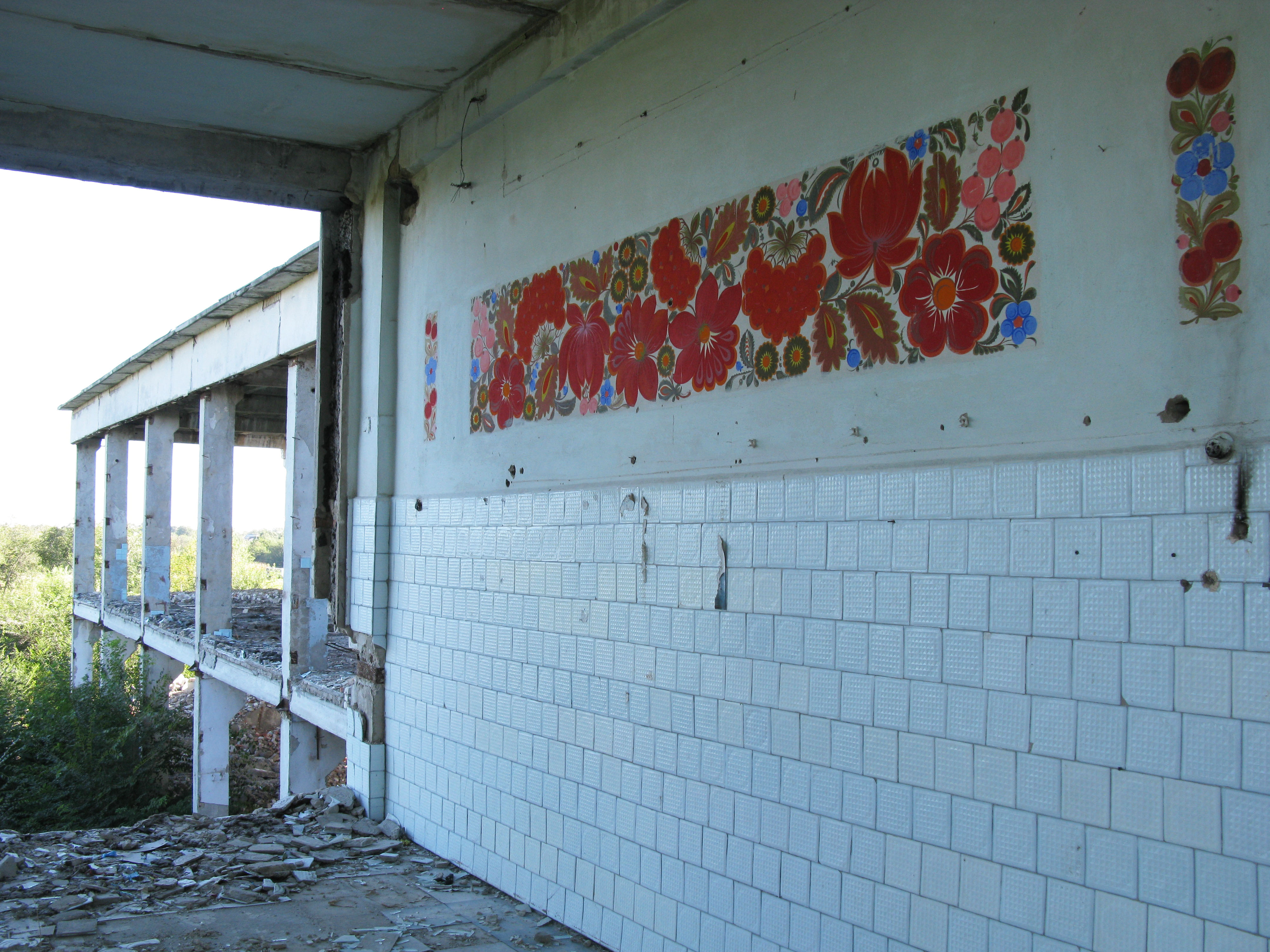
Руїни фабрики, третій поверх, вересень 2016 року

Фа́брика «Петрикі́вський ро́зпис», колишня назва Фабрика петриківського розпису «Дружба» — підприємство з виготовлення художніх виробів оздоблених петриківським розписом у селищі Петриківка Дніпропетровської області, що існувало у 1958-2006 роках.

## Історія
Як самостійна виробнича одиниця фабрика «Петриківський розпис» заснована в серпні 1929 року під назвою «Вільна селянка», як об'єднання майстрів-одноосібників, які виробляли швейні вироби. Після Німецько-радянської війни підриємство розпочало роботу в травні 1944 року з випуску швейних виробів.
З 1936 року в с. Петриківка організовується дитяча художня школа, єдина тоді сільська художня школа. Викладали в школі основу Петриківського орнаментального розпису. Першим викладачем була Тетяна Пата. Школа працює й досі.
10.01.1947 року при артілі організується цех розпису по тканині. Бригадиром колективу художників була Шишацька (Чернуська) Марія Тихонівна. Цех займався розробкою малюнків для вишивки.
Оскільки Петриківка тоді мала, крім художньої вишивки, ще й традиційний Петриківський розпис, правління артілі звертається до органів державної влади з проханням відкрити при артілі цех розпису. В архівах фабрики збереглися рішення правління артілі «Вільна селянка» від 25 Березня 1948 року та за 1956 рік з цього питання.
Для організації цеху розпису в1957 році в колгоспі «Заповіт Ілліча» викупляється приміщення так званого «Хомчиного двору» з прилеглою територією.
У вересні 1957 року на загальних зборах затверджуються заходи для організації цеху розпису.
В травня 1958 року відкривається ділянка розпису і на посаду майстра цієї ділянки приймається Федір Савович Панко і відряджається в Київ для вивчення технології підлакового розпису. В цьому ж році освоюється технологія підлакового розпису на пресованих із тирси виробах. Першими художниками в цеху були Іван Завгородній, Євдокія Клюпа, Ганна Данилейко, Марія Шишацька, Надія Шулик та інші — на кінець 1958 року всього — 16 чоловік.
В 05.01.1961 році проходить реорганізація артілі в державне підприємство і з'являється нова назва фабрика «Дружба» з цехом підлакового розпису та штатом 44 чоловіки. В 1964 році швейна артіль «Україна» смт. Царичанка Дніпропетровської області приєднується до фабрики на правах структурного підрозділу.
До 1970 незмінним головним художником фабрики був Федір Савович Панко, але не знайшовши спільну мову з керівництвом звільняється з підприємства і створює в смт. Петриківка експериментальний цех петриківського розпису при Дніпропетровському хзудожньо-виробничому комбінаті Дніпропетровської організації Національної спілки художників України.
З 1971 року по 01.01.1988 рік творчий колектив фабрики очолює Соколенко Василь Іванович при якому на підприємстві створюється музей розпису.
На зміну старшому поколінню приходить молодь, так до творчого колективу фабрики приходять Самарська Ганна Миколаївна, Глущенко Володимир Андрійович, Горбуля Людмила Миколаївна, Кондратюк Надія Іванівна, подружжя Чернуських: Анатолій Олексійович та Ніна Тихонівна, Пікуш Андрій Андрійович, Турчин Ніна Іванівна та багато інших.
Чернуський Анатолій Олексійович приймає естафету у свого наставника і стає головним художником фабрики у 1988 році.
В 1979 році закінчено будівництво окраси підпрємства — головного корпусу цеху підлакового розпису, з художньою майстернею на 90 місць, творчою майстернею для 10 майстрів, цехом підготовки виробництва, музеєм, побутовими приміщеннями для працюючих.
01.01.1989 року фабрика «Дружба» змінює назву на «Петриківський розпис» згідно з наказом № 147 від 21.10.1988 року Міністерства місцевої промисловості і наказу № 20 від 17.11.1988 року ПТО «Українські народні промисли». Нова назва збереглася до ліквідації підприємства в 2004 році.
15.10.1995 року директором призначається Зубко Микола Іванович, а головним художником стає Глущенко Володимир Андрійович, а потім Дрешпак Сергій Миколайович, який пропрацював головним художником до ліквідації фабрики.
В 1994 році ПТО « Українські народні промисли» виходить із складу Міністерства місцевої промисловості, проводить корпоратизацію і змінює назву на ВАТ «УКРХУДОЖПРОМ»
В 1996 році проводиться приватизація фабрики в складі цільового майнового комплексу ВАТ «УКРХУДОЖПРОМ».
З 04.07.2000 року, за рішенням правління ВАТ «Укрхудожпром», фабрику очолює Васильківська Надія Борисівна.
Асортимент виробів фабрики складався з більш як 60 найменувань виробів з підлаковим петриківським розписом: тарелі, шкатулки з пресованої деревини, вази, писанки, довбанки, плакетки, декоративні набори для кухні з натуральної деревини, а також швейних виробів: постільна білизна, товари для немовлят.
Продукція, яка вироблялась підриємством, поставлялась не тільки по Україні, а й за кордон, зокрема в США, Канаду, Францію, Італію, Польщу.
Працівники підприємства брали участь на міжнародних виставках в Канаді, Німеччині, Монголії, ВДНГ України і СРСР і багатьох інших.
Фабрика була офіційним постачальником сувенірних виробів на Олімпіаду — 80.
Для працівників підприємства було збудовано 16 — квартирний будинок, а також з долєвою участю з колгоспом «Заповіт Ілліча» — дитячий садок на 140 місць.
Підприємство мало всю виробничу інфраструктуру — котельню, водозабір, очисні споруди.
16.04.2004 року фабрика «Петриківський розпис» оголошена банкрутом, а 20.02.2006 ліквідована, як суб'єкт виробничої діяльності.
В даний час розпорядником майна фабрики є ВАТ «УКРХУДОЖПРОМ» м. Київ.

## Відомі майстри
Див. також список майстрів петриківського розпису
У різні роки на фабриці працювали відомі в селищі і далеко за його межами провідні майстри петриківського розпису: Ф. С. Панко, В. І. Соколенко, Я. Я. Клюпа, М. Т. Шишацька (Чернуська), Г. К. Ісаєва, Н. М. Шулик, І. Ф. Завгородній, Г. Я. Пруднікова, Н. І. Турчин, Г. М. Самарська, А. А. Пікуш, В. А. Глущенко, Л. М. Горбуля, Г. І. Масюкевич, Н. І. Кондратюк, Л. Т. Бай, І. М. Манейло, С. М. Дрешпак, А. О. Чернуський, Н. Т. Чернуська В. І. Міленко, У. М. Скляр, Є. Ф. Лисуненко, Н. С. Щербина, В. М. Підберезня, Л. І. Голодняк, Н. М. Пилявець (Морозенко), Л. І. Колос і багато інших.

## Керівники підприємства
- Сисуненко Оксана Кузьмівна (1944–1948).
- Загребельна Ольга Давидівна (1948–1957).
- Приходько Антон Федорович (1957–1964).
- Буцай Клавдія Петрівна (1964–1968).
- Ламза Яків Максимович (1968–1980).
- Шевченко Іван Оникійович (1980–1986).
- Боженко Ігор Віталійович (1986).
- Корінька Володимр Олексійович (1986–1995).
- Зубко Микола Іванович (1995–2000).
- Васильківська Надія Борисівна (2000–2004).